# بسامد ابربالا
بر اساس تقسیم‌بندی اتحادیه بین‌المللی مخابرات راه دور، بسامد ابربالا یا بسامد بسیار بسیار بالا یا بسامد ابرزیاد (به انگلیسی: SHF، Super High Frequency) به بسامدهای رادیویی بین ۳ گیگاهرتز تا ۳۰ گیگاهرتز گفته می‌شود. این باند بسامد به عنوان باند سانتیمتری یا موج سانتیمتری نیز شناخته می‌شود زیرا طول‌موج آن از یک تا ده سانتی‌متر است. این بسامدها در باند ریزموج قرار می‌گیرند، بنابراین امواج رادیویی با این بسامدها ریزموج نامیده می‌شوند. طول موج کوچک امواج ریزموج به آنها اجازه می‌دهد تا در پرتوهای باریک توسط آنتن‌های دیافراگم مانند بشقاب‌های سهموی و آنتن‌های شیپوری هدایت شوند، بنابراین برای ارتباط نقطه-به-نقطه و پیوندهای داده و رادار استفاده می‌شوند